# Novi muzej (Berlin)
Novi muzej (njem. Neues Museum) je muzej u Berlinu, dio Muzejskog otoka. Sadrži jednu od najbogatijih zbirki rane antičke umjetnosti na svijetu. Najpoznatiji izložak je 3400 godina stara Nefertitina bista, zbog čega se muzej ponekad naziva i "Dom kraljice Nefertiti".
Građen je od 1843. do 1855. prema nacrtima utjecajnog pruskog arhitekta Friedricha Augusta Stülera. Zatvoren je 1939. godine, uoči početka Drugog svjetskog rata. Teško je oštećen tijekom bombardiranja Berlina, da bi 70 godina kasnije, 16. listopada 2009. bio ponovno svečano otvoren u nazočnosti tadašnje njemačke kancelarke Angele Merkel.
Muzej je najpoznatiji po bogatoj egipatskoj zbirci, uz koju postoje još prethistorijska i starovjekovna zbirka.

## Vanjske poveznice
- Službene stranice muzeja - www.smb.museum (njem.)

|  | Zajednički poslužitelj ima još gradiva o temi Novi muzej (Berlin) |